# تلیله ارغوانی

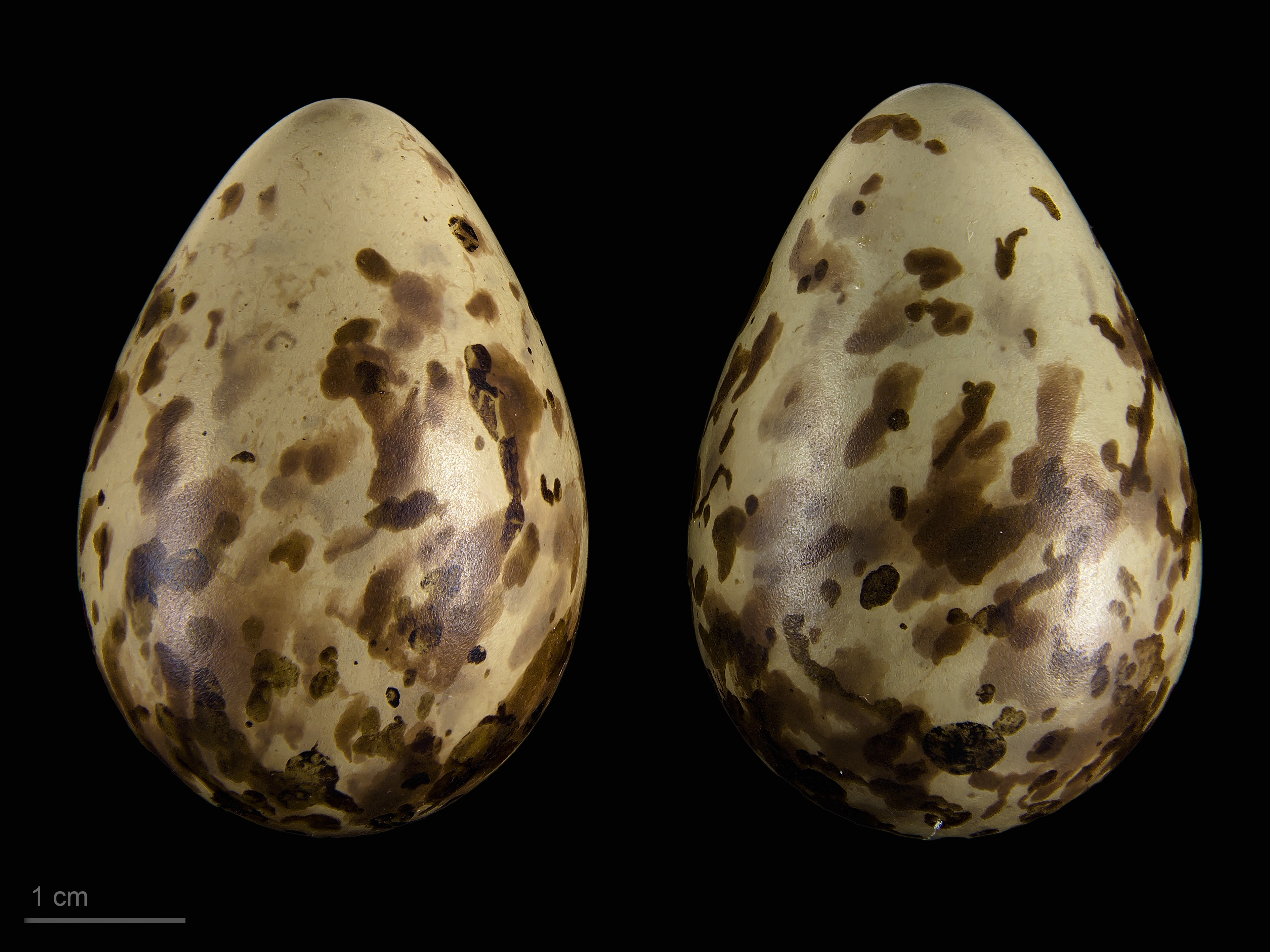
Calidris maritima maritima

تلیله ارغوانی (نام علمی: Calidris maritima) نام یک گونه از سرده تلیله است. این آبچیلک جزء پرندگان اروپا به شمار می‌آید. تلیله ارغوانی در سیاهه قرمز از گونه‌های با کمترین نگرانی است.